# Regard Saint-Martin
Regard Saint-Martin je vstup (vpust) do pařížských stok, který se nachází v Paříži ve 20. obvodu. Jako součást systému zvaného Eaux de Belleville je historickou památkou.

## Popis a poloha
Jedná se o malou kamennou stavbu s obdélníkovým půdorysem a sedlovou střechou. V průčelí je opatřena vstupními dveřmi a nad nimi deskou s latinským nápisem z 18. století. Nápis pojednává o historii stavby.
Stavba se nachází u domu č. 42 na Rue des Cascades ve 20. obvodu na úbočí kopce Belleville.

## Historie
Vpust se nachází nad bývalým pramenem, jedním ze zdrojů bývalých vod Belleville, které stékaly z kopce. Ve středověku část tohoto pramene svedli mniši z převorství Saint-Martin-des-Champs a pařížského Templu. Datum stavby není známo. Podle nápisu nade dveřmi byla budova opravena v letech 1633 a 1722. Jeden z kamenů na fasádě nese letopočet 1804, jedná se nejspíš o datum opravy.
Stavba byla 4. listopadu 1899 zařazena mezi historické památky, od roku 2006 je součástí chráněné památky Eaux de Belleville.